# Conus textile
Conus textile Linnaeus, 1758 è un mollusco gasteropode marino della famiglia Conidae,

## Descrizione

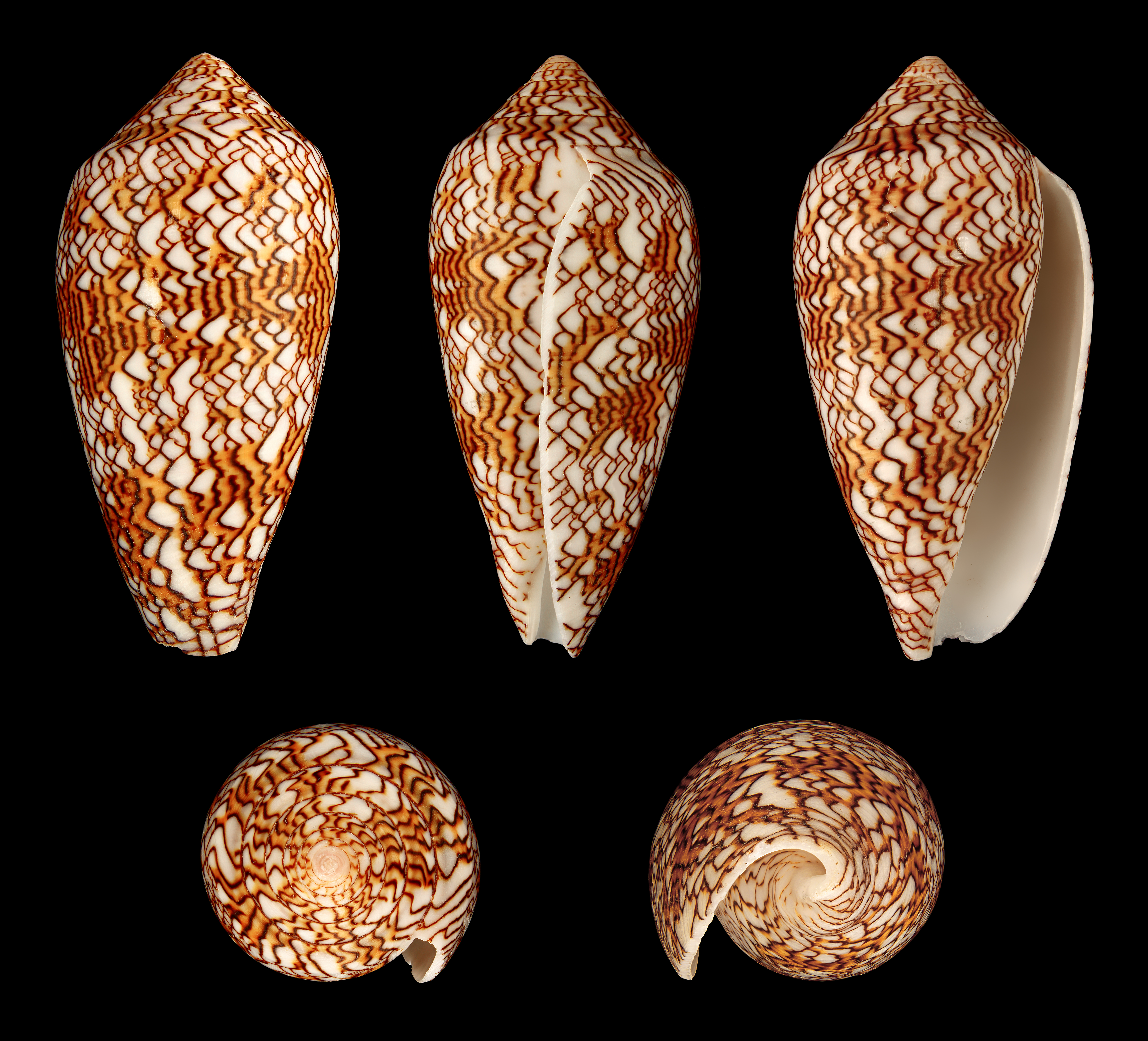
Conus textile textile

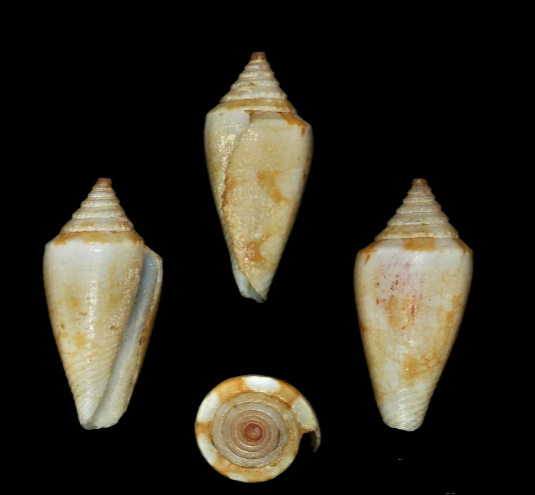

Conchiglia con cuspide moderatamente alta e apice appuntito, fino a 10 cm.
Motivo cromatico distintivo di segni triangolari bianchi intervallati da bande irregolari giallo-arancio e nere.
Come tutti i Conidi è provvisto di un aculeo velenoso con cui caccia le prede e si difende dai predatori. Il veleno, contenente neurotossine appartenenti alla famiglia dei contrifani, è pericoloso e spesso mortale anche per l'uomo. Non esiste un antidoto per questo veleno.
L'habitat è costituito dalla regione eulitorale inferiore, spesso sotto massi.
Diffuso in tutto l'Indo-Pacifico compreso Mar Rosso e barriere coralline del Sud-Est Asiatico e dell'Australia.

## Tassonomia
Esistono tre sottospecie riconosciute:
- Sottospecie Conus textile neovicarius da Motta, 1982
- Sottospecie Conus textile textile Linnaeus, 1758
- Sottospecie Conus textile vaulberti Lorenz, 2012